# Rio Gojeb

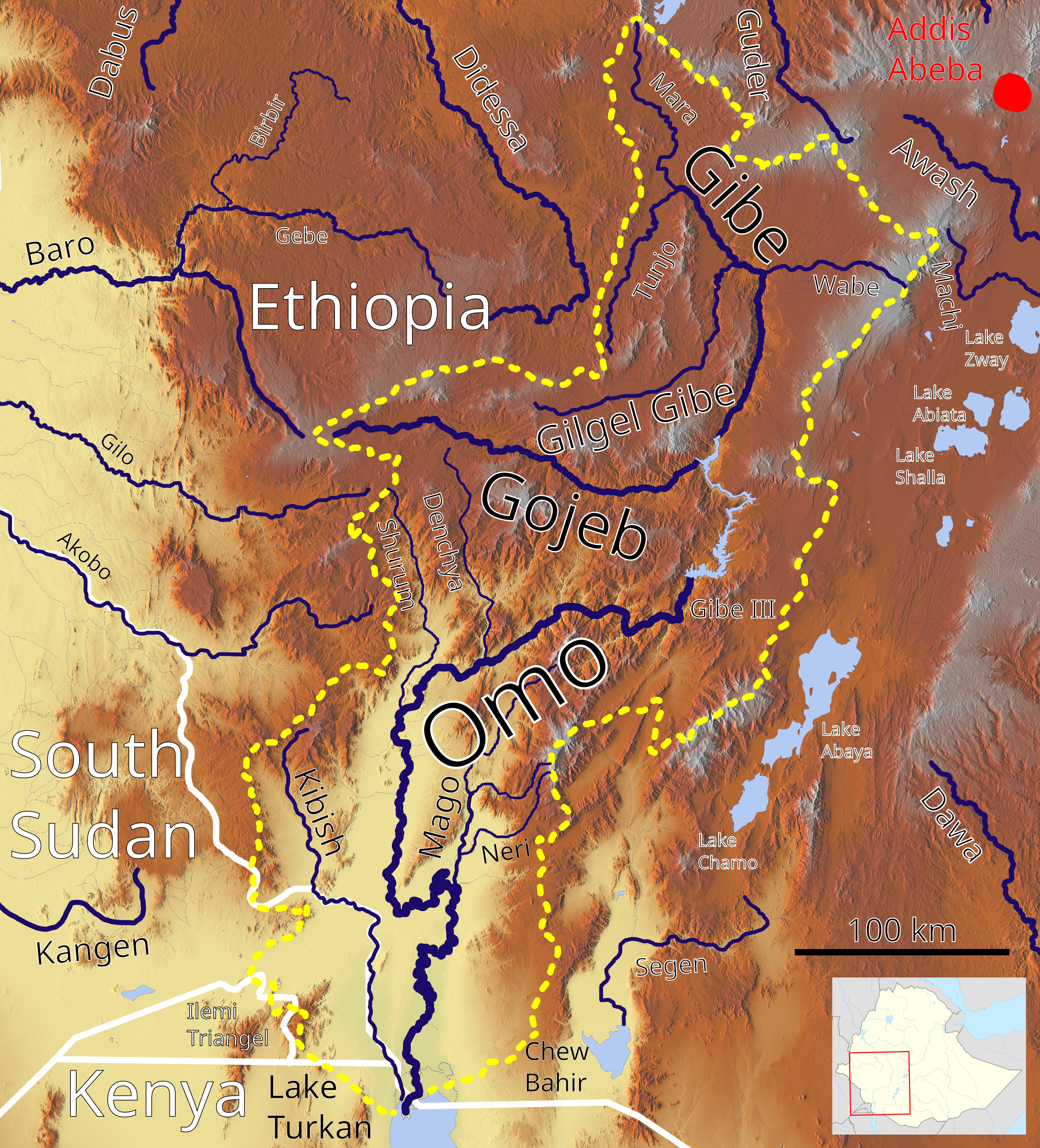
Imagem da Localização do Rio Gojeb um afluente do Rio Omo.

O Rio Gojeb é um curso de água do leste da Etiópia e um afluente do Rio Omo. Nasce nas montanhas de Guma, e flui quase em linha quase recta até à sua confluência com o Rio Omo nas coordenadas 7 ° 20'25 "N 37 ° 21'17 " E.
O profundo desfiladeiro que escava com o extinto Reino de Kaffa traçou uma fronteira defensiva importante contra a invasão do Povo Oromo durante o século XVI e o século XVII, como é descrito por Mohammed Hassan:
O vale quente do Gojeb, é infestado com dois mosquitos terríveis e a Moscas tsé-tsé, coberto com ervas altas e densa floresta, faz o ataque da cavalaria rápida impossível. Esta protecção natural ... foi reforçada pela elaboração e alta complexidade de fortificações que protegia todas as entradas para aquele país.
Devido à sua localização entre os dois reinos, Alexander Bulatovich  (em russo:  Алекса́ндр Ксаве́рьевич Булато́вич; 26 de setembro de 1870 – 5 de Dezembro de 1919), que o atravessou em janeiro de 1897, informou que o seu vale era quase desabitado, mas "está cheio de cabras e antílopes, leopardos e leões são encontradas aqui. Animais maiores, como elefantes e rinocerontes, encontravam-se mais perto de onde o Gojeb flui para o Rio Omo. " 
Neste rio localiza-se a Barragem Gojeb, que foi o primeiro projecto do seu tipo na Etiópia independente. Esta barragem Hidrelétrica de 150 MW entrou em operação comercial em 2004. O projeto foi desenvolvido por Mohammed para o Desenvolvimento Internacional Organização de Pesquisa e Empresas (MIDROC), que pretende vender a produção eléctrica para a Etíope Electric Power Corporation.